# Représentations diplomatiques du Vanuatu

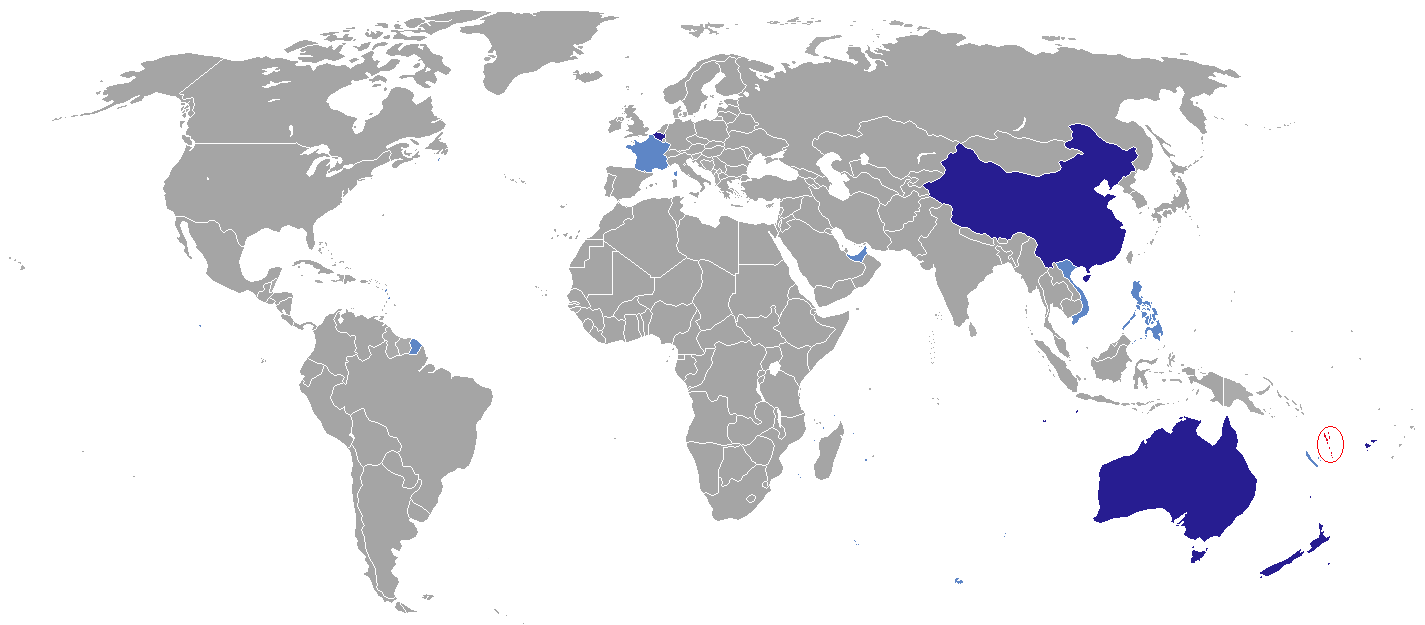
Localisation des représentations diplomatiques du Vanuatu :
Vanuatu
Ambassade
Consulat

Voici les représentations diplomatiques du Vanuatu à l'étranger:

## Aperçu général
Aucune source officielle du gouvernement du Vanuatu ne semble recenser les représentations diplomatiques du pays, dont le nombre est donc incertain. Il y a cinq représentations diplomatiques confirmées du Vanuatu à l'étranger : il y a au moins quatre consulats (Australie, France, Nouvelle-Calédonie et Nouvelle-Zélande) et une ambassade (Chine). À l’inverse, au Vanuatu, on dénombre au moins six représentations diplomatiques de l’étranger : il y a quatre consulats (Australie, Belgique, Philippine et Suède) et deux ambassades (France et Chine).
Cependant, selon le site embassy-worldwide, il y aurait cinq consulats (aux États-Unis, Israël, Italie, Philippine et Afrique du Sud) et une ambassade (Maroc) du Vanuatu à l’étranger. Mais selon le site embassypages, il y aurait plus de sept consulats (Hong Kong, Liban, Malaisie, Pays-Bas, Roumanie, Singapour et Sri Lanka) et deux ambassades (Belgique, Fidji) du Vanuatu à l’étranger. Cette même source ajoute également cinq consulats (Allemagne, Autriche, Espagne, Fidji et Italie) et deux ambassades (Nouvelle-Zélande et Royaume-Uni) de l’étranger au Vanuatu. Enfin, le site ambassades-en-ligne.com dénombre deux ambassades (Chine et Maroc) et 5 consulats (Australie, France, Italie, Philippines, Singapour).

## Asie
- Chine
  - Pékin (ambassade)
  - Hong Kong (consulat général)
  - Shanghai (consulat général)
- Émirats arabes unis
  - Dubaï (consulat général)
- Philippines
  - Manille (consulat général)
- Viêt Nam
  - Hô Chi Minh-Ville (consulat général)

## Europe
- Belgique
  - Bruxelles (ambassade)
- France
  - Nouméa (consulat général)

## Océanie
- Australie
  - Canberra (haut-commissariat)
  - Sydney (consulat général)
- Fidji
  - Suva (haut-commissariat)
- Nouvelle-Zélande
  - Wellington (haut-commissariat)
  - Auckland (consulat général)

## Organisations internationales
- Genève (Mission permanente auprès de l'Organisation des Nations unies)
- New York (Mission permanente auprès de l'Organisation des Nations unies)